# Чувашский государственный аграрный университет
Чувашский государственный аграрный университет (чув. Чӑваш патшалӑх аграри университечӗ) — высшее учебное заведение, расположенное в центральной части города Чебоксары (Чувашская Республика). Полное наименование вуза с апреля 2020 года — Федеральное государственное бюджетное образовательное учреждение высшего образования «Чувашский государственный аграрный университет» (в 1995—2020 — ЧГСХА, ранее ЧСХИ).

## История
Сельскохозяйственная академия открылась 1 сентября 1931 года. Студенты обучались в трудных условиях. Не хватало учебных пособий, экспонатов, препаратов, аудиторий, квалифицированных преподавателей. В 1939 и 1940 годах коллектив института являлся участником Всесоюзной сельскохозяйственной выставки. В 1941 году назывался Чувашским сельскохозяйственным институтом, являлся вузом Наркомзема СССР и имел почтовый адрес: город Чебоксары, Ленинградская улица, дом № 19. Великая Отечественная война потребовала коренной перестройки всей работы института. Учебный корпус, общежития были переданы эвакуированной ткацкой фабрике. Занятия проводились в неприспособленных помещениях, в школах во вторую и третью смену. Многие преподаватели и сотрудники института ушли на фронт.

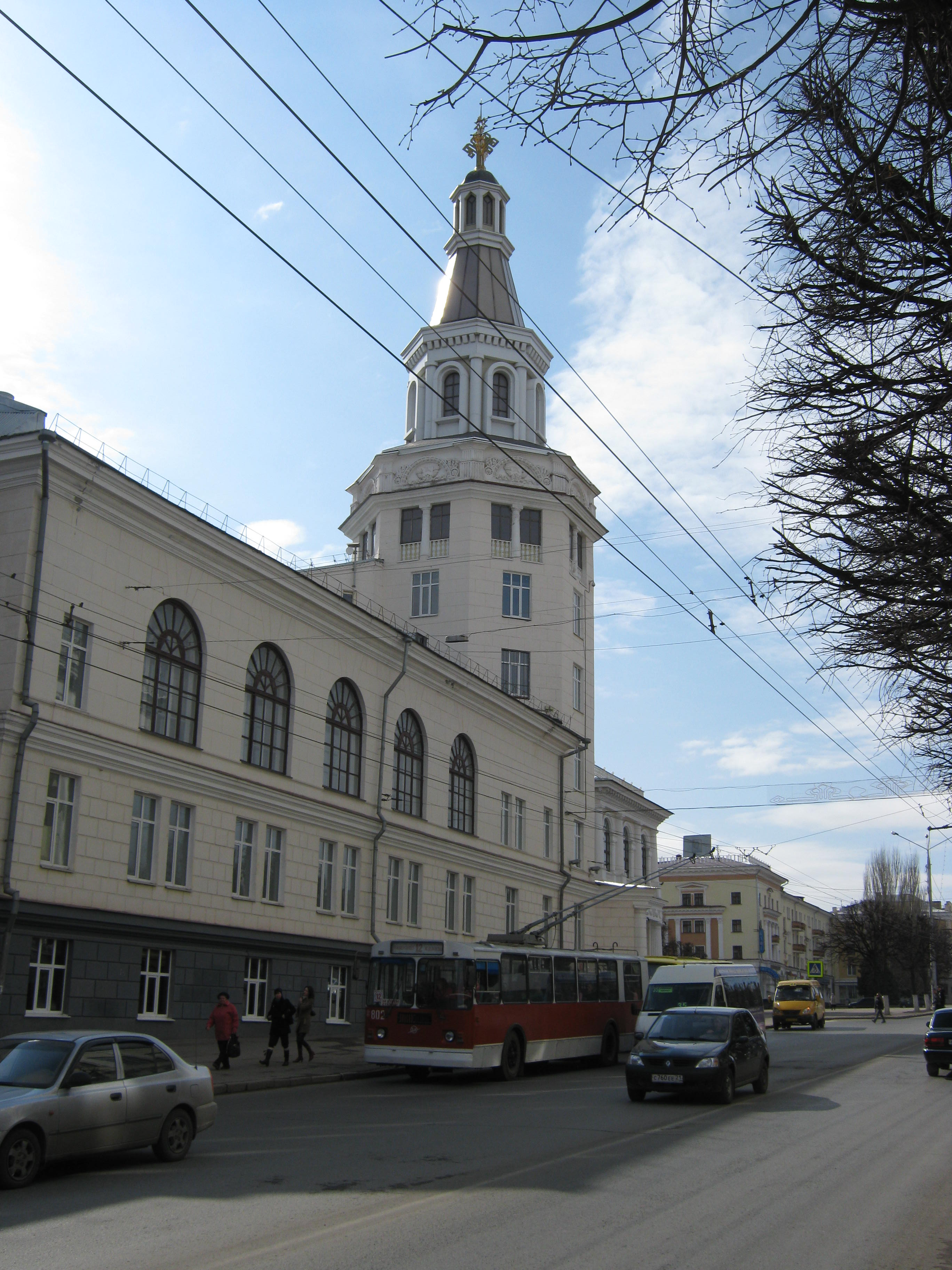
Башня сельхозакадемии

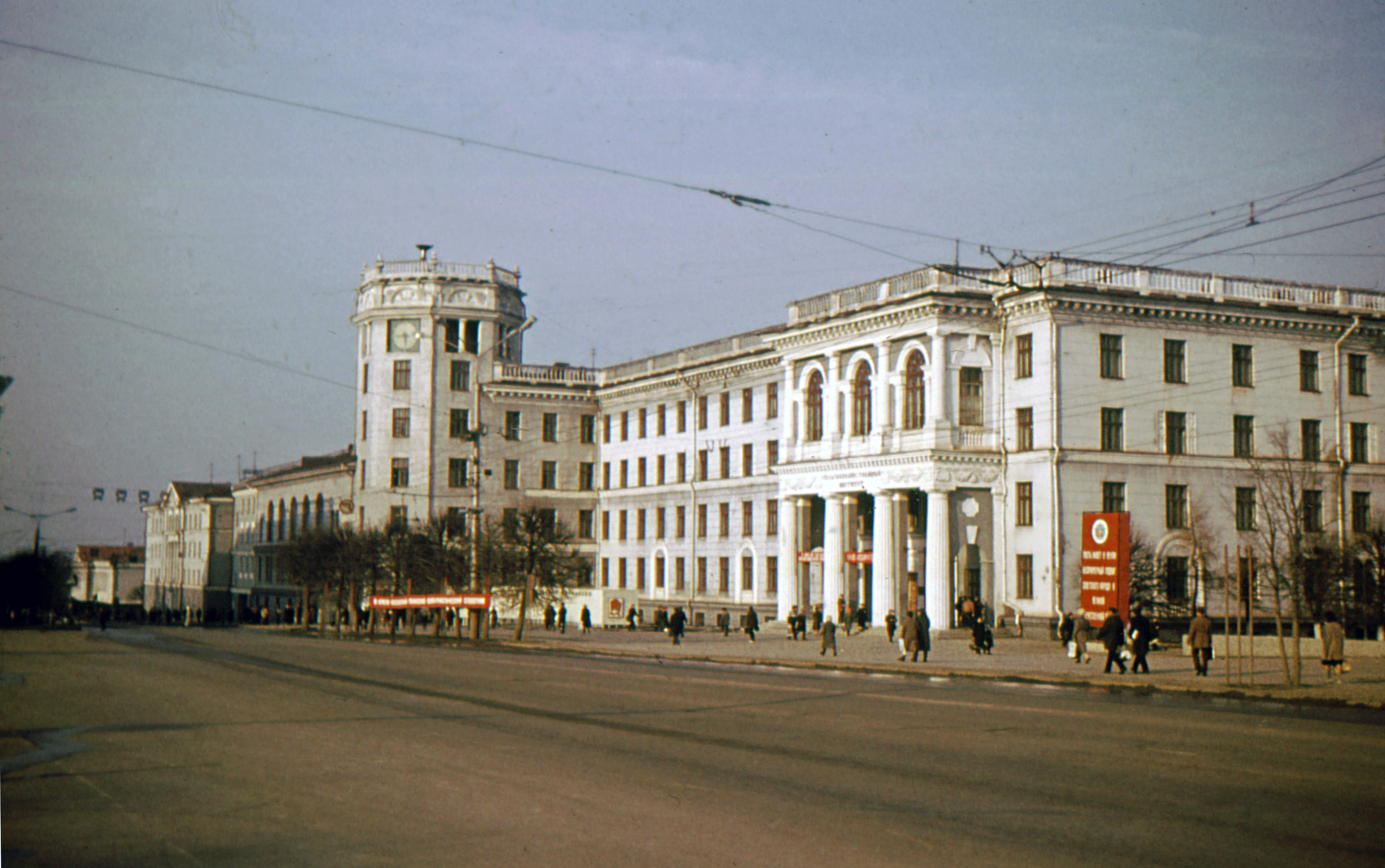
Чувашский сельскохозяйственный институт на площади Ленина (ныне — площадь Республики). Фото 1987 года.

В 1970 году было открыто подготовительное отделение, которое сыграло важную роль в повышении общеобразовательного уровня рабочей и сельской молодежи, поступающей в институт. Так, в сентябре 1994 году открыта специальность «Технология сельскохозяйственного производства». В том же году началась подготовка кадров по специальности «Механизация переработки сельскохозяйственной продукции». Сельское хозяйство республики остро нуждалось и в специалистах по ветеринарии. Исходя из этой потребности, в сентябре 1997 года была открыта специальность «Ветеринария». В 1998 году началась подготовка кадров по специальности «Автомобили и автомобильное хозяйство».
В конце 90-х годов для подготовки ветеринарных врачей в вузе открыты новые кафедры и оборудованы соответствующие лаборатории (Учебный корпус № 3 по пер. Ягодный). В 2001 году вступил в строй новый учебный корпус по подготовке кадров по специальности «Автомобили и автомобильное хозяйство». 1 сентября 2009 году состоялось открытие нового учебного корпуса инженерного факультета.
Статус академии вуз получил в 1995 году, а университета в 2020 году.

## Руководство академии
- Ректор — Макушев Андрей Евгеньевич

Академия располагает историческим музеем, спортивным комплексом, студенческим клубом, УНПЦ, лабораториями.

## Факультеты
- биотехнологий и агрономии;

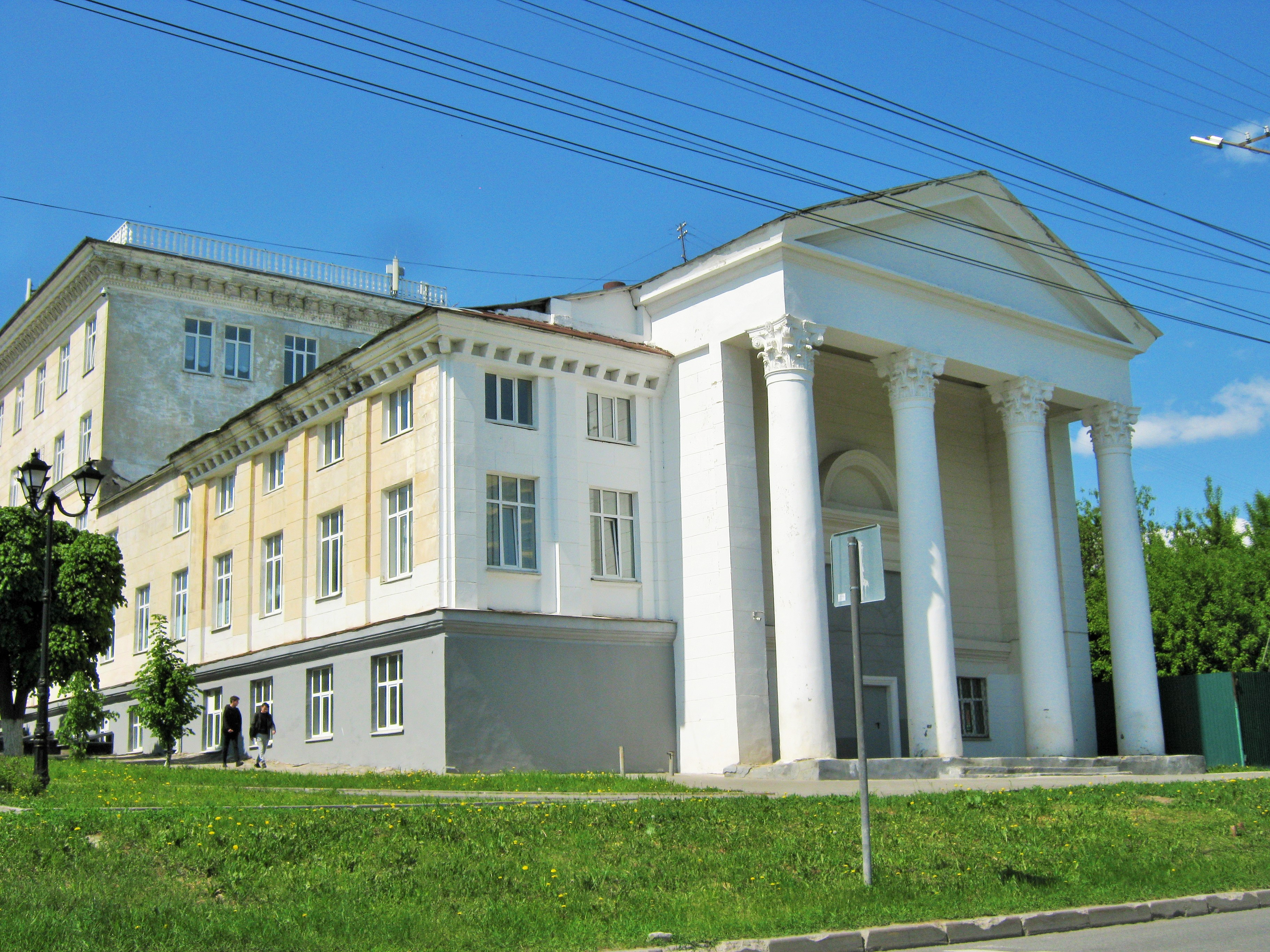
Вид на главный корпус университета со стороны улицы Ярославской

- ветеринарной медицины и зоотехнии;
- инженерный;
- экономический.

На базе факультета повышения квалификации и переподготовки кадров создан Центр дополнительного профессионального образования.

## Выпускники
См.: Выпускники Чувашской государственной сельскохозяйственной академии
- Александров Юрий Александрович — советский хмелевод-селекционер; организатор сельскохозяйственной науки.
- Игнатьев, Михаил Васильевич — Глава Чувашской Республики (2010—2020).
- Лаптев, Валерий Янович — советский боксёр, чемпион Европы, заслуженный мастер спорта.
- Николаева, Елена Николаевна — советская и российская спортсменка, легкоатлетка, специалист по спортивной ходьбе.
- Терентьев, Исаак Терентьевич — горномарийский советский деятель сельского хозяйства, агроном.

## Местоположение в рейтинге российских вузов
В Рейтинге качества приёма в российские государственные вузы 2010 года, подготовленном Высшей школой экономики и РИА Новости по заказу Общественной палаты России, академии отведено 355-е место среди 476 государственных вузов России. Средний балл ЕГЭ у 323 зачисленных по конкурсу на бюджетные места составил 55,8; минимальный балл ЕГЭ — 49,2.

## Прочее
- В ноябре 1931 года на торжественном собрании, посвящённом празднованию годовщины победы Октябрьской революции, институту было присвоено имя тогдашнего секретаря Чувашского обкома ВКП(б) Петрова С. П.[6]